# Rienzi M. Johnston
Rienzi M. Johnston (Sandersville, 1849. szeptember 9. – Houston, 1926. február 28.) az Amerikai Egyesült Államok szenátora (Texas, 1913).